# Georg Jakob Strunz
Georg Jakob Strunz (auch Jacques Strunz, * 24. Dezember 1781 in Pappenheim; † 23. Mai 1852 in München) war ein bayerischer Kapellmeister und Komponist.

## Leben
Strunz war der Sohn eines bayerischen Hofbeamten. Er studierte Musik (speziell Flöte) in München und war ab 1797 Flaut-Akzessist der Münchner Hofkapelle. Im September 1798 musste er seine Stellung wegen „peinlicher Misshelligkeiten“ aufgeben und verließ München. Er gastierte danach in London, Athen, Lille und Paris, wo er als Regimentkapellmeister in die französische Armee eintrat und bis zur Schlacht von Marengo an den Feldzügen teilnahm. Anschließend lebte er als Musiklehrer und Komponist in Antwerpen. In Brüssel wurden die ersten zwei Opern mit Erfolg uraufgeführt. 1813 ließ er sich in Paris nieder. 1823 meldete sich Strunz wieder zum französischen Militär. In der Verwaltung (Proviantwesen) nahm er am Krieg in Spanien teil. Nach Kriegsende blieb er erst in Barcelona, unternahm später aber ausgedehnte Reisen durch Europa, bis nach Nordafrika und in den Nahen Osten. 1831 kehrte Strunz nach Paris zurück und fand dort sein Auskommen als Kapellmeister an verschiedenen Theatern. Er arbeitete maßgeblich an der Gazette musicale mit und leitete einige Zeit das Kopistenbüro der Opéra-Comique. Er machte Bekanntschaft mit Honoré de Balzac und wurde sein Mentor. Auch mit Héctor Berlioz, dessen Trauzeuge er war, verband ihn eine Freundschaft. Seinen Lebensabend verbrachte Strunz ab 1848 wieder in München. Hier starb er 1852 im Alter von 70 Jahren.

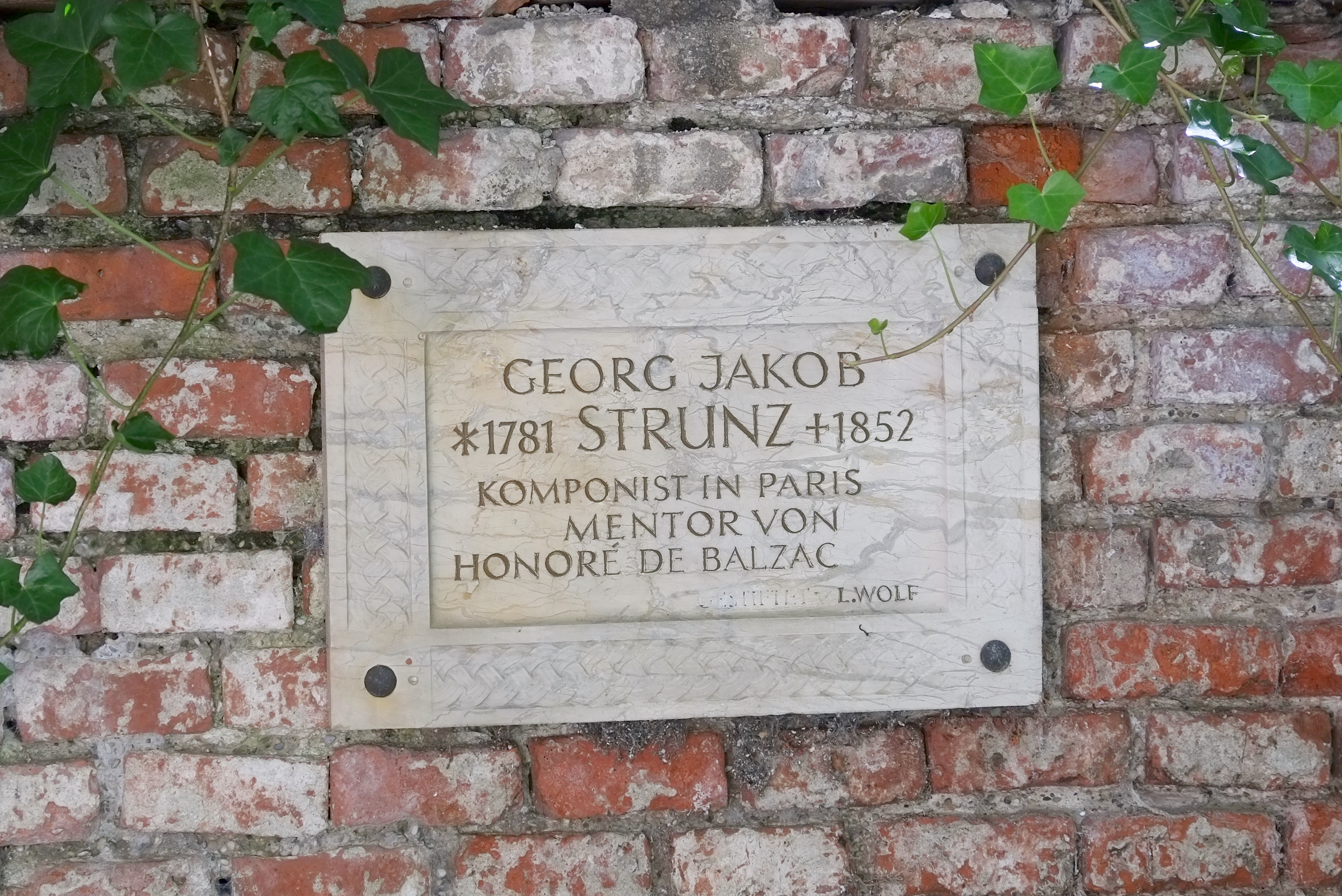
Grab von Georg Jakob Strunz auf dem Alten Südlichen Friedhof in München

## Grabstätte
Die Grabstätte von Georg Jakob Strunz befindet sich auf dem Alten Südlichen Friedhof in München (Mauer Links Platz 25 bei Gräberfeld 1) Standort.